# Vicus Lindfeld

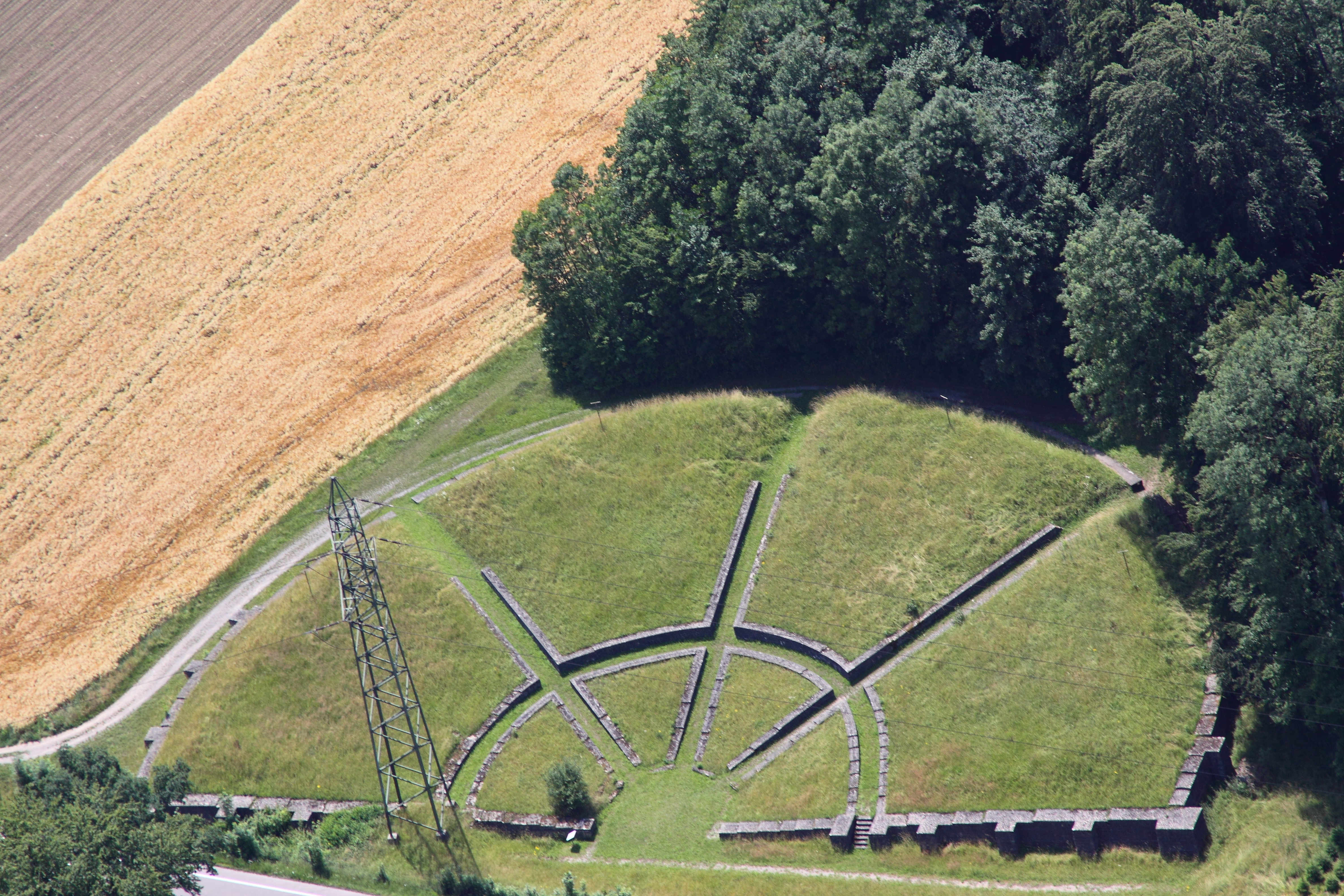
Überreste des Theaters

Der Vicus Lindfeld war eine römische Siedlung (vicus) bei Lenzburg in der Schweiz, die vom 1. bis 3. Jahrhundert existierte. Sie lag auf dem Lindfeld, einem Hochplateau zwischen Aabach und Bünz, etwa einen Kilometer nordöstlich der heutigen Altstadt. Der Name der Siedlung ist nicht überliefert. Die archäologischen Fundstellen, zu denen die Überreste eines Theaters für 4000 Zuschauer gehören, sind ein Kulturgut von nationaler Bedeutung.

## Geschichte
Die Siedlung entstand vermutlich im zweiten Viertel des 1. Jahrhunderts und lag knapp zehn Kilometer südlich des Legionslagers Vindonissa (heute Windisch) inmitten eines landwirtschaftlich genutzten Gebietes. Der lateinische Name des Ortes ist nicht überliefert. Sprachwissenschaftliche Untersuchungen deuten darauf hin, dass er möglicherweise Lentia lautete. Dieser Begriff ist von einem alteuropäischen Flussnamen abgeleitet, der als «die Biegsame» oder «die Gekrümmte» umschrieben werden kann und sich vermutlich auf den Aabach bezieht, der im Mittelalter noch als Lenzbach bezeichnet wurde.
Ihren wirtschaftlichen Höhepunkt erlebte die Siedlung im späten 1. und im 2. Jahrhundert. Damals lebten dort etwa 400 bis 600 Menschen. Das bedeutendste bisher entdeckte Gebäude ist ein Theater, das vermutlich Teil eines religiösen Zentrums von überregionaler Bedeutung war. Ab Ende des 2. Jahrhunderts wurde das Theater nicht mehr benutzt, die Siedlung wurde vermutlich um 260 nach den Plünderungszügen der Alamannen aufgegeben und in den folgenden Jahrzehnten nur noch sporadisch aufgesucht.

## Funde
Auf kleinere Teile der Siedlung stiess man erstmals im Jahr 1873 beim Bau der Aargauischen Südbahn, einer von Rupperswil über Lenzburg nach Arth-Goldau führenden Eisenbahnstrecke. Weitere Ruinen wurden in den 1930er Jahren im Rahmen verschiedener Güterregulierungen angeschnitten. Koordinierte Grabungen fanden 1950 und 1963/64 statt. Letztere standen im Zusammenhang mit dem Bau eines Zubringers zur Autobahn A1. Dabei legte die Kantonsarchäologie Aargau grosse Teile des Strassendorfes frei. Insbesondere der Fund des im dritten Viertel des 1. Jahrhunderts errichteten Theaters war eine Überraschung. 1974 entdeckte man im nordöstlich angrenzenden Lindwald beim Findling «Grosser Römerstein» Teile eines Brandgrabfeldes.
Der Vicus war als Strassendorf von rund 400 Metern Länge angelegt und erstreckte sich in West-Ost-Richtung entlang einer sechs Meter breiten Hauptstrasse. Das Zentrum der Siedlung befand sich nördlich der Bahnlinie im Bereich der Kreuzung der Kantonsstrasse Lenzburg–Othmarsingen mit dem Autobahnzubringer. Die Häuser waren in Form von Tabernen mit vorgelagertem, gedecktem Portikus gestaltet. Reste militärischer Gegenstände sowie Ziegelstempel der Legio XXI Rapax und der Legio XI Claudia deuten auf die Existenz eines Kontrollpostens hin.
Rund 250 Meter nördlich des Vicus befindet sich an einem sanft nach Osten abfallenden Hang das aus Stein errichtete Theater, das Platz für rund 4000 Zuschauer bot. Die Frontmauer ist 74 Meter lang und wird durch zwei Durchgänge in drei gleich grosse Teile getrennt. Drei strahlenförmige Gänge und ein halbkreisförmiger Umgang unterteilen den Zuschauerraum in vier Sektoren und zwei Ränge. Reste von Sitzbänken aus länglichen Steinquadern sind ebenfalls erhalten geblieben. Auf Luftbildern lässt sich erkennen, dass sich südwestlich des Theaters noch weitere Gebäude befanden, diese wurden aber noch nicht freigelegt. Dazu gehören mindestens zwei Tempel.